# Tour du Lion
La tour du Lion (en italien : Torre del Leone) était l'une des plus anciennes tours médiévales les mieux conservées de la ville de Pise, dans la province de Pise en Toscane,.

## Historique
Il s'agit de la porte la plus ancienne des murailles médiévales pisanes, datant de 1155, lorsque, sous le consulat de Cocco Griffi, commença officiellement la construction des murailles qui constituèrent la nouvelle extension de la ville. C'était l'entrée de Pise pour ceux qui venaient de Ligurie.
Aujourd'hui, la tour est à la même hauteur que les murailles de Pise, ayant subi le même sort que les autres tours de la ville lors de l'occupation florentine de 1406 : à l'époque, il était d'usage de démolir les tours de la ville capturée car elles étaient un symbole de pouvoir.
Le nom dérive d'une sculpture probablement étrusque représentant un lion. Cette statue était à l’origine placée dans une niche hors des murs, à côté de la tour elle-même.
La tour est visible de l'intérieur de la Piazza del Duomo et est adjacente à la Porta del Leone, désormais fermée.

## Galerie

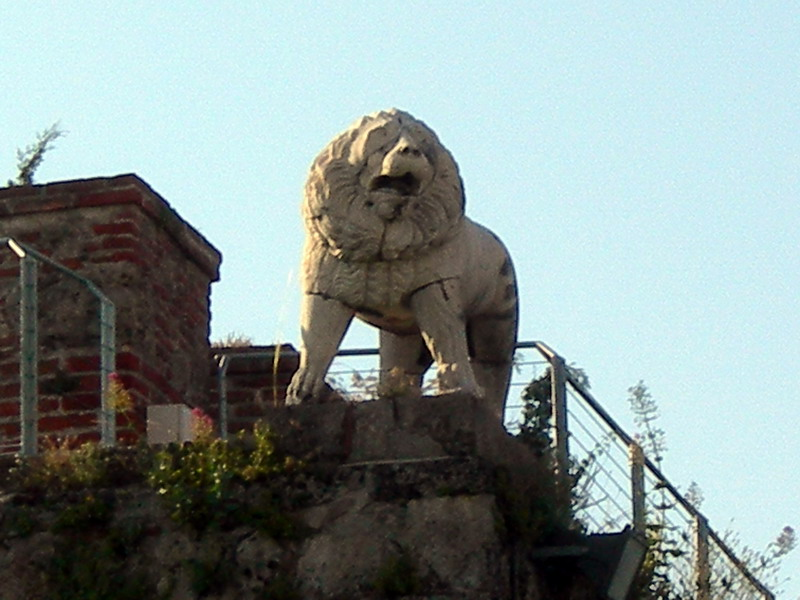
Le Lion étrusque
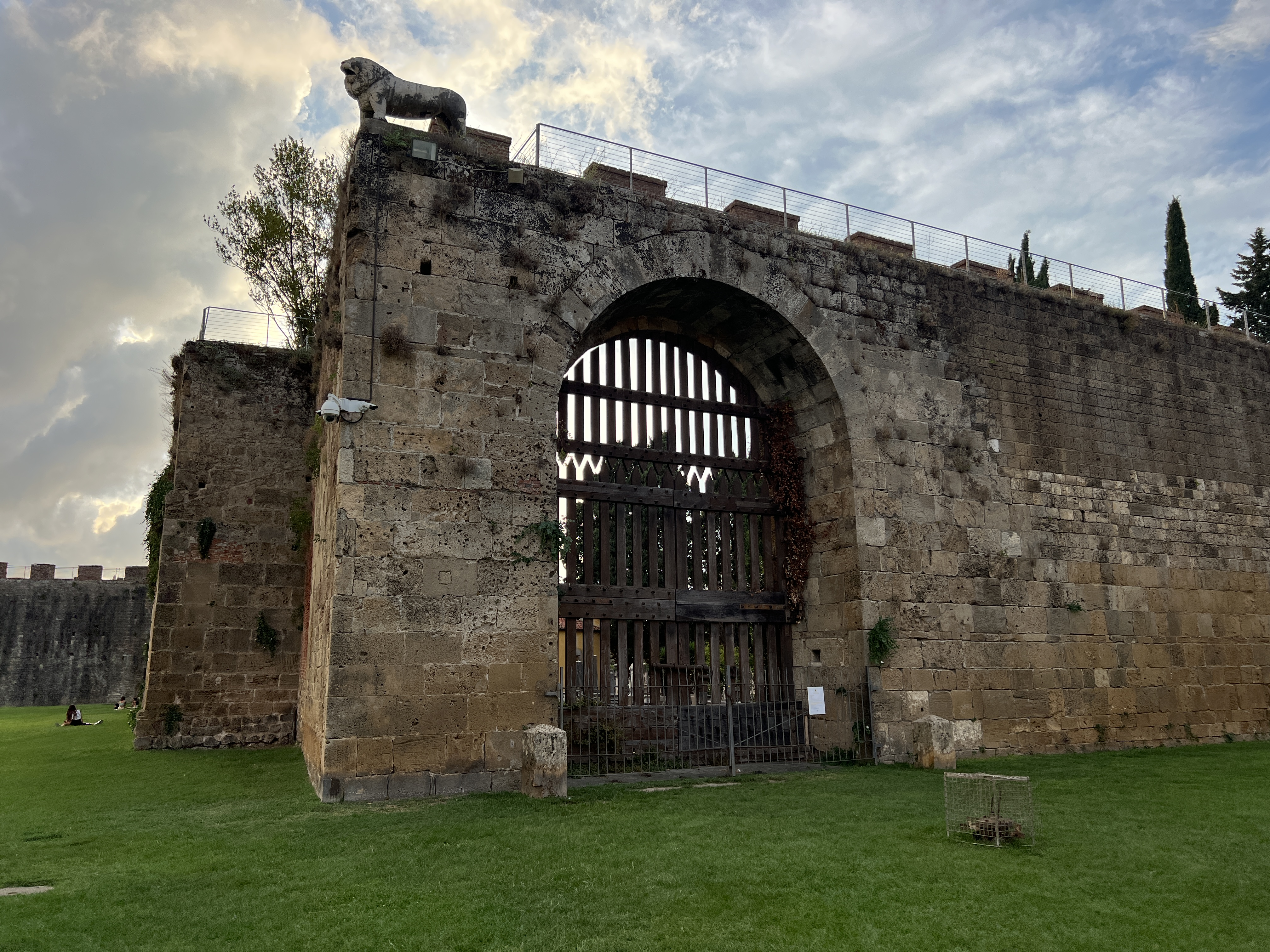
La Porta del Leone
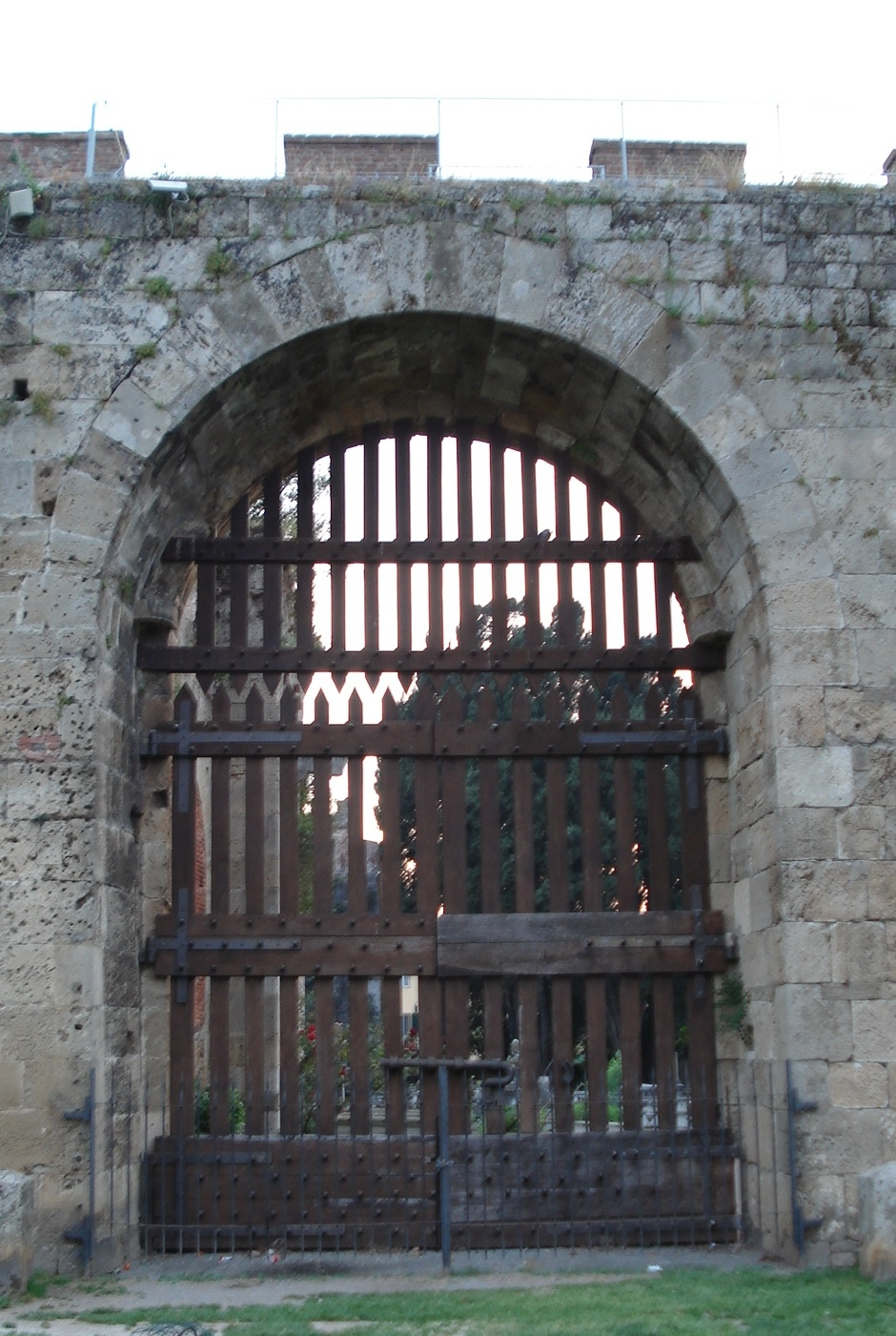